# 204-я смешанная авиационная дивизия
204-я смешанная авиацио́нная диви́зия (204-я сад) — воинское соединение Вооружённых сил ВВС РКККА в Великой Отечественной войне.

## Наименования дивизии

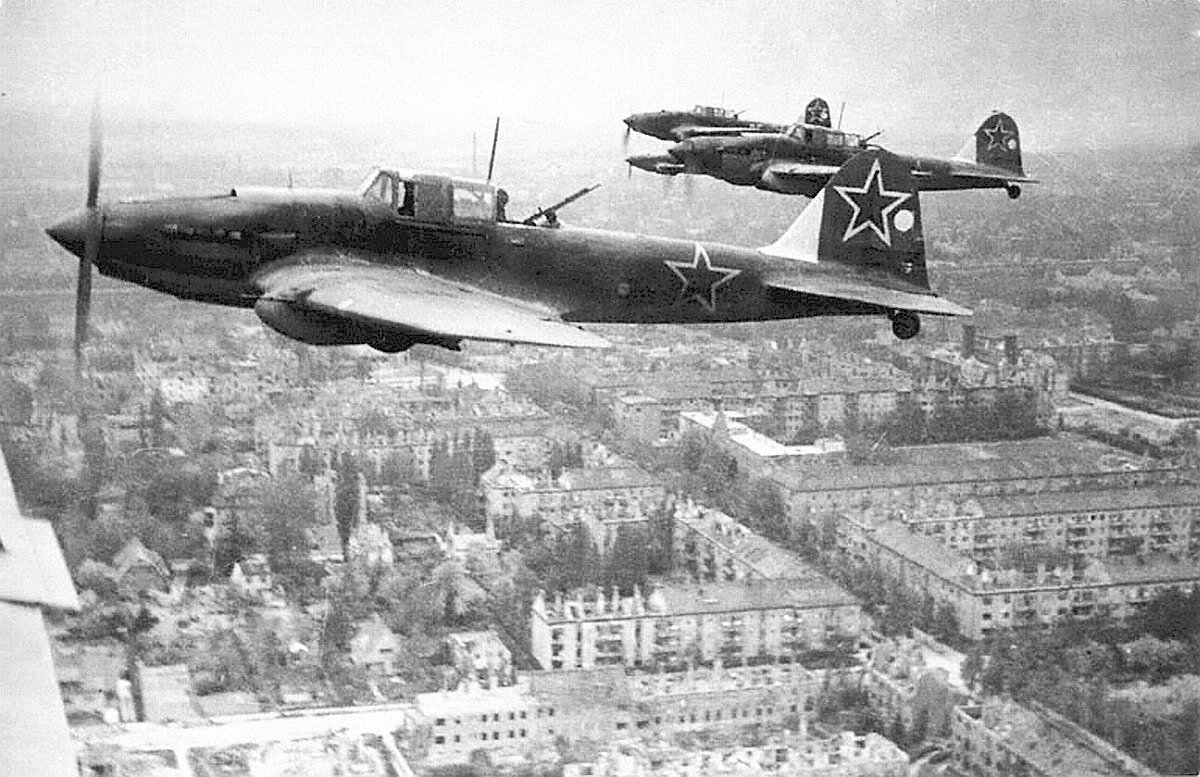
Ил-2 в небе Берлина

- 15-я смешанная авиационная дивизия (01.08.1940 г.);
- 6-я резервная авиационная группа (02.10.1941 г.);
- 146-я авиационная дивизия (12.11.1941 г.);
- Управление ВВС 49 армии (29.01.1942 г.);
- 204-я смешанная авиационная дивизия
- 232-я штурмовая авиационная дивизия
- 7-я гвардейская штурмовая авиационная дивизия
- 7-я гвардейская штурмовая Дебреценская авиационная дивизия
- 7-я гвардейская штурмовая Дебреценская Краснознамённая авиационная дивизия
- 135-я гвардейская штурмовая Дебреценская Краснознамённая авиационная дивизия
- 135-я гвардейская Дебреценская Краснознамённая авиационная дивизия истребителей-бомбардировщиков
- Полевая почта 49685

## Создание
204-я смешанная авиационная дивизия сформирована 10 мая 1942 года Приказом НКО СССР на базе Управления Военно-воздушных сил 49-й армии.

## Переименование
204-я смешанная авиационная дивизия 24 мая 1942 года Приказом НКО СССР преобразована в 232-ю штурмовую авиационную дивизию.

## В действующей армии
В составе действующей армии:
- с 10 мая 1942 года по 24 мая 1942 года.

## Командиры дивизии
| Звание                | Имя                             | Период                 | Примечание |
| --------------------- | ------------------------------- | ---------------------- | ---------- |
| генерал-майор авиации | Николай Константинович Трифонов | 10.05.1942 — 24.5.1942 |            |

## Участие в операциях и битвах
- авиационная поддержка войск Западного фронта

## В составе объединений
| Дата          | Фронт (округ)  | Армия               | Примечания |
| ------------- | -------------- | ------------------- | ---------- |
| 10.05.1942 г. | Западный фронт | 1-я воздушная армия | -          |
| 24.05.1942 г. | Западный фронт | 1-я воздушная армия | -          |

## Части и отдельные подразделения дивизии
| Период                  | Наименование                                   | Примечание |
| ----------------------- | ---------------------------------------------- | ---------- |
| 10.05.1942 — 24.05.1942 | 62-й штурмовой авиационный полк                |            |
| 10.05.1942 — 24.05.1942 | 566-й штурмовой авиационный полк               |            |
| 10.05.1942 — 24.05.1942 | 765-й штурмовой авиационный полк               |            |
| 10.05.1942 — 24.05.1942 | 700-й ночной бомбардировочный авиационный полк |            |